# باري دين كارل
باري دين كارل (بالإنجليزية: Barry Dean Karl) هو مؤرخ أمريكي، ولد في 23 يوليو 1927، وتوفي في 7 يوليو 2010.